# Таблигбо
Таблигбо (фр. Tabligbo) — город в Приморской области на юге Того. Является центром префектуры Йото. Высота центра города — 75 метров над уровнем моря. Население по данным на 2006 год — 14 023 человека. В районе города имеются крупные запасы известняка.
В городе работал цементный завод с 1980 года по 1984 год. В 1997 году завод возобновил работу, благодаря вливаниям средств индийской компании. В 1998 году завод был продан норвежской корпорации Scancem. В настоящее время компания успешно экспортирует цемент по всей Западной Африке.